# Mick Doohan
Michael Sydney Doohan (Gold Coast, Australia, 4 de junio de 1965), más conocido como Mick Doohan, es un expiloto de motociclismo australiano.
Seis años después de un accidente en Assen el 26 de junio de 1992 en el cual los médicos neerlandeses querían amputarle su pierna derecha, ganó cinco títulos de 500cc de manera consecutiva.  En 1994 comenzó el campeonato paso a paso, pero ganó nueve carreras y el título con 143 puntos. A finales de 1998 había ganado cinco campeonatos del mundo en la categoría reina de manera consecutiva. Una marca solo igualada por Giacomo Agostini y Valentino Rossi.
Se le considera uno de los mejores pilotos de la historia del motociclismo, al haber ganado de forma consecutiva cinco títulos mundiales entre los años 1994 y 1998, la categoría reina de los Grandes Premios, siendo solo superado en el cómputo global de campeonatos mundiales ganados en dicha categoría por Giacomo Agostini que consiguió ocho títulos, Valentino Rossi con siete (uno en 500cc y seis en MotoGP) y Marc Márquez con seis). Además consiguió 54 victorias y 95 podios en 500cc, siempre como piloto de Honda, y venció en las 8 Horas de Suzuka de 1991.
Es el padre de Jack Doohan, piloto de reserva de Fórmula 1 en el equipo Alpine.

## Carrera deportiva

### Comienzos
Originario de Gold Coast, Queensland, cerca de Brisbane (Australia), tuvo sus primeros contactos con el mundo del motor a la edad de 9 años. A finales de los años 1980, despuntó en los campeonatos de Superbikes de Australia y Japón.

### Llegada al Mundial de Motociclismo

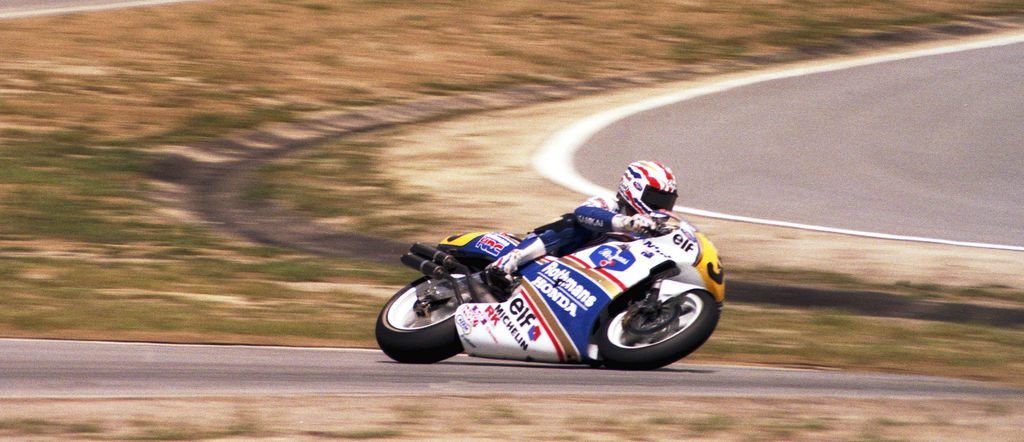
Doohan en Laguna Seca en 1990

Hizo su debut en el Campeonato Mundial de Motociclismo de Velocidad en la categoría reina en 1989 a los mandos de una Honda del equipo oficial Honda HRC (Honda Racing), equipo que no abandonaría hasta el final de su carrera deportiva y teniendo como compañeros de equipo, al vigente campeón del mundo, el también australiano Wayne Gardner, y a Eddie Lawson. Rápidamente comenzó a demostrar una habilidad inusual para un novato en la categoría, y apuntando buenas maneras acabó 9° en su debut en el campeonato. En 1990 llegaría la primera victoria en el GG. PP de Hungría en Hungaroring, y finalizaría 3° en el campeonato de ese año. En 1991 continuando con su progresión logró ganar 3 carreras y acabó subcampeón tras Wayne Rainey (Yamaha).

#### Accidente en Assen (1992)
Sin embargo en 1992, después de un arrollador inicio y mitad de temporada, tras ganar cinco de los primeros siete GG.PP., y con 65 puntos de ventaja sobre el segundo clasificado (Wayne Rainey), un terrible accidente acaecido durante los entrenamientos del octavo G.P. en el mítico circuito de Assen (Holanda) a punto estuvo de costarle la pierna derecha debido a una posterior complicación médica. Este accidente le apeó de la lucha por el título mundial debido a la larga convalecencia que requirió para la recuperación de las graves lesiones. Sin embargo, su voluntad, hizo que, cuando todo el mundo ya daba por campeón a Wayne Rainey, contra todo pronóstico reapareciera a falta de dos Grandes Premios para el final de dicha temporada, con intenciones de mantener la ventaja que aún tenía en la tabla clasificatoria y que durante su ausencia Wayne Rainey (Yamaha) había ido recortando, así se presentó en el último G.P. con posibilidades matemáticas de obtener el título mundial. Pero muy mermado físicamente y todavía no repuesto al 100 % no pudo evitar que Wayne Rainey revalidara el título obtenido en 1990 y en 1991, teniendo que conformarse, con cuatro puntos de desventaja, con un 2° puesto en la clasificación final.

### Recuperación

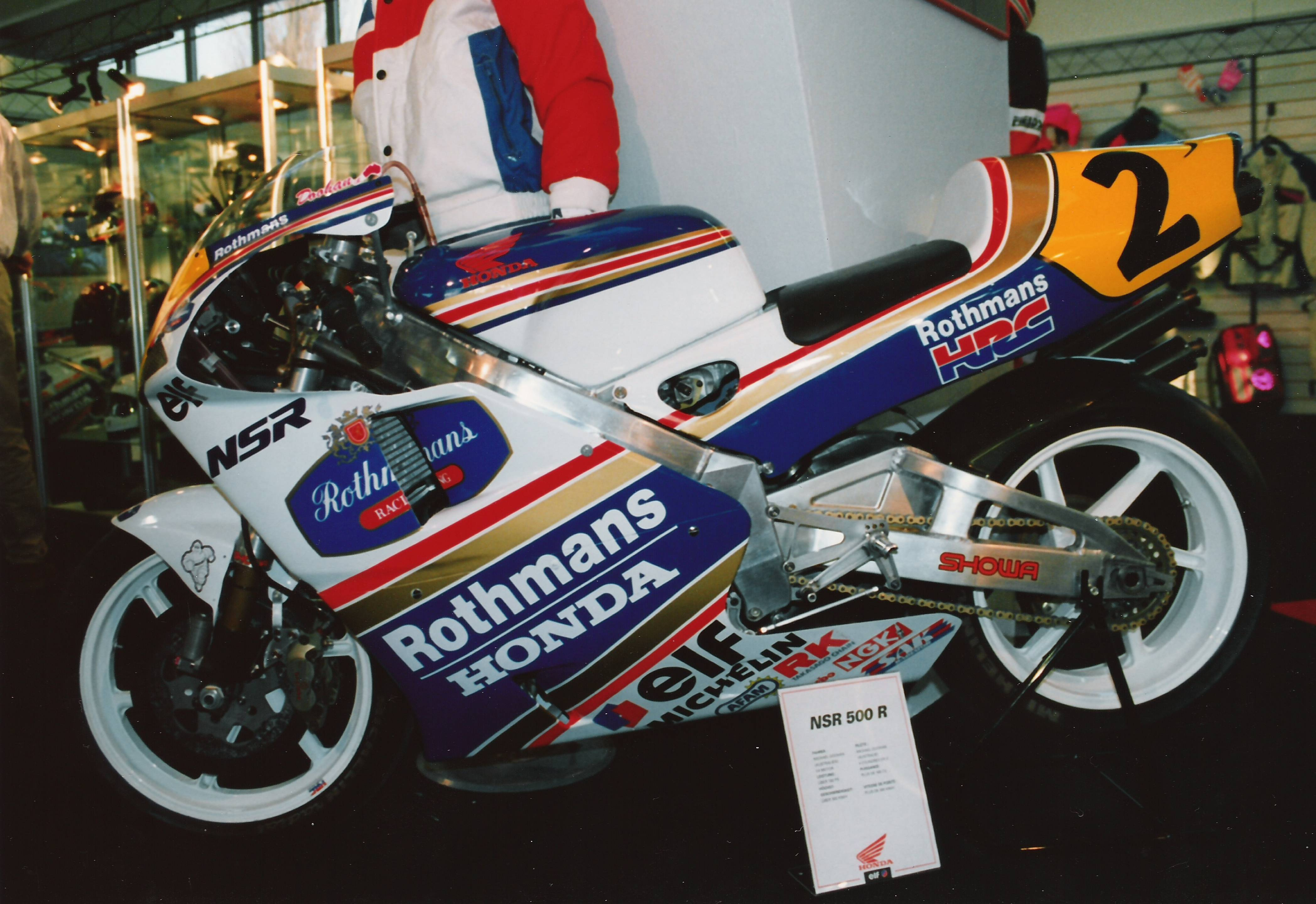
Honda NSR500R de Doohan de 1993

En la temporada 1993 debido a la lenta recuperación y aún con secuelas del terrible accidente de la anterior temporada, solo pudo finalizar 4° en el campeonato, título que fue a parar a las manos del tejano Kevin Schwantz (Suzuki). Pudo sin embargo conseguir una nueva victoria, que devolvía a un recuperado Michael Doohan a la lucha, y le colocaba entre los aspirantes a la corona mundial de la siguiente temporada.

### La era Doohan
Dos años después de que los médicos neerlandeses sugiriesen amputar la pierna derecha a Mick Doohan, el australiano ganó cinco títulos de 500 de manera consecutiva. En 1994 comenzó la era Doohan, ya que ganó consecutivamente los campeonatos de 1994, 1995, 1996, 1997 y 1998. Todos estos campeonatos tuvieron como denominador común un dominio incontestable del australiano, como muestra, la temporada 1997, en la que ganó doce de los quince Grandes Premios disputados, terminando segundo en otros dos y sufriendo una caída en la última carrera disputada en Australia. Así sus victorias están repartidas de la siguiente manera, en 1994 ganó nueve pruebas, seis en 1995, nueve en 1996 y ocho en 1998.

#### La clave: la puesta a punto

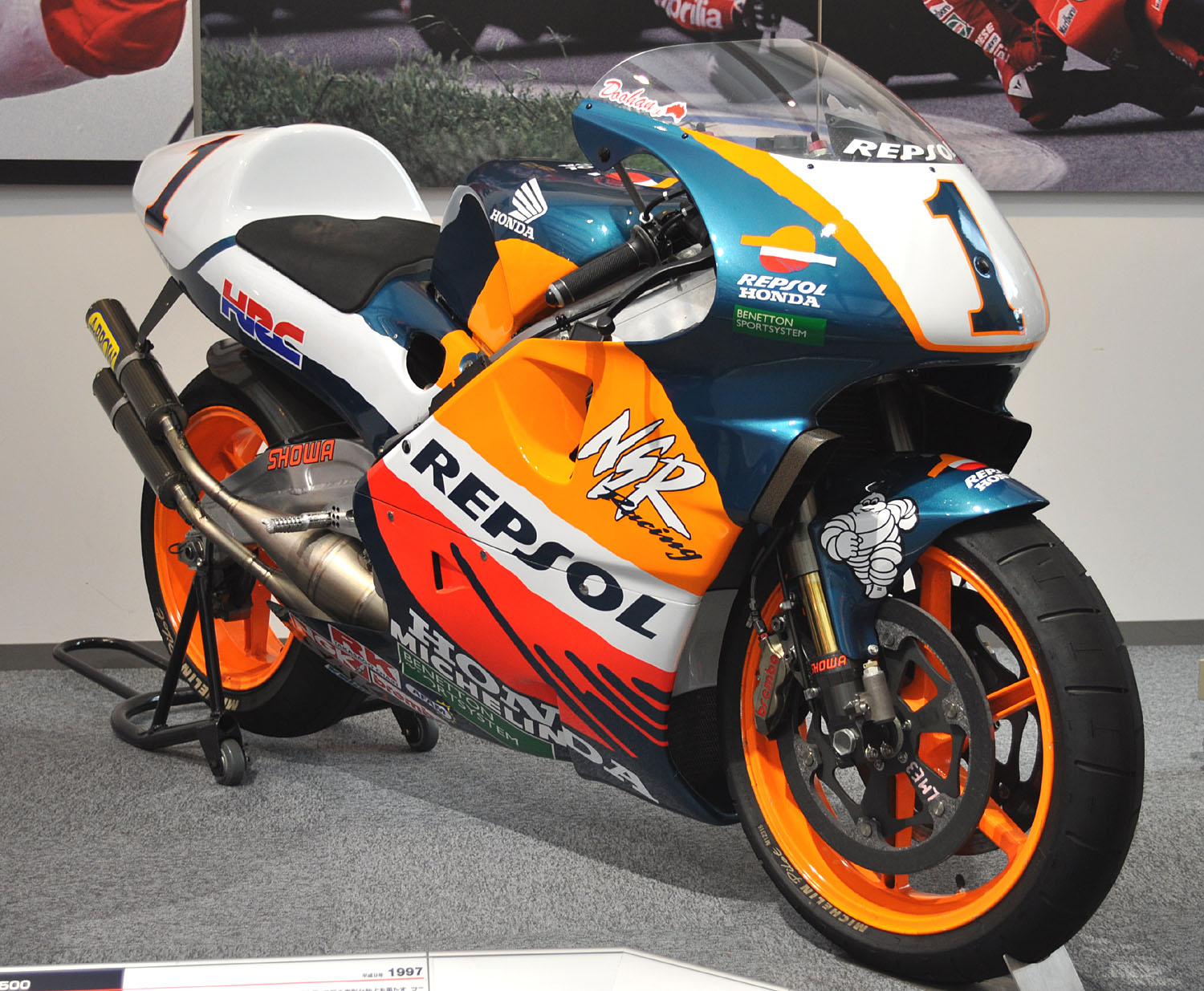
Honda NSR500 de Doohan de 1997

Tras su accidente en Assen en 1992 y debido a las secuelas (falta de sensibilidad en el pie derecho) decidió colocar un freno trasero accionado con el pulgar derecho. Esta idea salió del propio Doohan y de su pasión por las motos acuáticas, que generalmente llevan un acelerador accionado con el dedo pulgar. Este hecho diferenciador ha sido usado por muchos como base para explicar la superioridad de Doohan, ya que permite controlar con mayor precisión la frenada con la rueda trasera. A pesar de que varios rivales, basándose en este argumento, adoptaron también una maneta para accionar el freno trasero, no consiguieron como esperaban batirle.

### Adiós definitivo
El 8 de mayo de 1999, un accidente durante los entrenamientos del Gran Premio de España de Motociclismo, en Jerez de la Frontera, y de nuevo, tras la rotura de la pierna derecha, marcaría el definitivo adiós, dado a conocer a final de dicha temporada, de Michael Doohan de la competición. Se puede decir que ha tenido a lo largo de su carrera, en cierto modo, mala suerte, ya que a pesar de sufrir pocos accidentes, los mismos siempre tuvieron secuelas mucho más graves que los que sufrieron muchos de sus compañeros.

### Tras la retirada

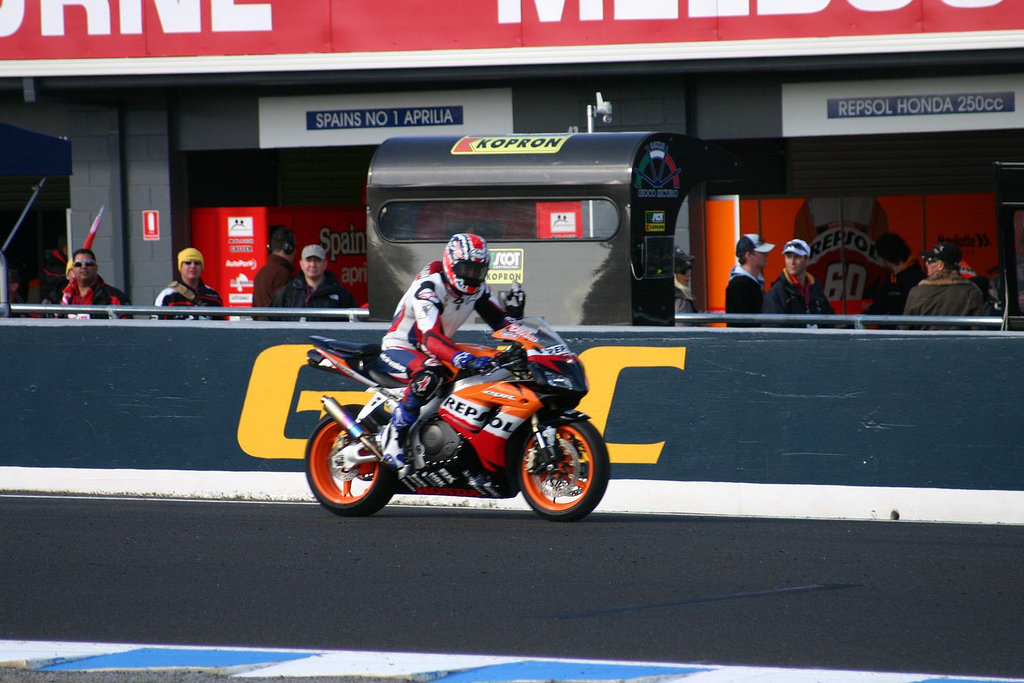
Doohan en una exhibición en 2007 con una Honda CBR1000RR con los colores del Repsol Honda Team

Tras su retirada, siguió ligado hasta 2004 a los Grandes Premios: como director deportivo del Repsol Honda Team-HRC, encargándose de los nuevos valores y, sobre todo, de Valentino Rossi.

## Resultados

### Campeonato Mundial de Superbikes
| Año  | Moto   | 1   | 1   | 2   | 2   | 3   | 3   | 4   | 4   | 5      | 5     | 6   | 6   | 7   | 7   | 8     | 8     | 9   | 9   | Pos. | Pts. |
| Año  | Moto   | R1  | R2  | R1  | R2  | R1  | R2  | R1  | R2  | R1     | R2    | R1  | R2  | R1  | R2  | R1    | R2    | R1  | R2  | Pos. | Pts. |
| ---- | ------ | --- | --- | --- | --- | --- | --- | --- | --- | ------ | ----- | --- | --- | --- | --- | ----- | ----- | --- | --- | ---- | ---- |
| 1988 | Yamaha | GBR | GBR | HUN | HUN | GER | GER | AUT | AUT | JPN 31 | JPN 1 | FRA | FRA | POR | POR | AUS 1 | AUS 1 | NZL | NZL | 12.º | 30   |

### Campeonato del Mundo de Motociclismo

#### Por temporada
| Temporada | Cat.  | Moto         | Equipo                | Carreras | Victorias | Podios | Poles | V.Ráp. | Pts. | Pos. |
| --------- | ----- | ------------ | --------------------- | -------- | --------- | ------ | ----- | ------ | ---- | ---- |
| 1989      | 500cc | Honda NSR500 | Rothmans Honda        | 12       | 0         | 1      | 0     | 0      | 81   | 9.º  |
| 1990      | 500cc | Honda NSR500 | Rothmans Honda        | 15       | 1         | 5      | 3     | 2      | 179  | 3.º  |
| 1991      | 500cc | Honda NSR500 | Rothmans Honda        | 15       | 3         | 14     | 2     | 1      | 224  | 2.º  |
| 1992      | 500cc | Honda NSR500 | Rothmans Honda        | 9        | 5         | 7      | 6     | 5      | 136  | 2.º  |
| 1993      | 500cc | Honda NSR500 | Rothmans Honda        | 13       | 1         | 6      | 4     | 4      | 156  | 4.º  |
| 1994      | 500cc | Honda NSR500 | Honda Team HRC        | 14       | 9         | 14     | 6     | 7      | 317  | 1.º  |
| 1995      | 500cc | Honda NSR500 | Repsol YPF Honda Team | 13       | 7         | 10     | 9     | 7      | 248  | 1.º  |
| 1996      | 500cc | Honda NSR500 | Team Repsol Honda     | 15       | 8         | 12     | 8     | 4      | 309  | 1.º  |
| 1997      | 500cc | Honda NSR500 | Repsol YPF Honda Team | 15       | 12        | 14     | 12    | 11     | 340  | 1.º  |
| 1998      | 500cc | Honda NSR500 | Repsol Honda          | 14       | 8         | 11     | 8     | 3      | 260  | 1.º  |
| 1999      | 500cc | Honda NSR500 | Repsol Honda Team     | 2        | 0         | 1      | 0     | 2      | 33   | 17.º |
| Total     | Total | Total        | Total                 | 137      | 54        | 95     | 58    | 46     | 2283 | 5    |

#### Por categoría
| Cat.  | Temporadas | Primer GP  | Primer podio  | Primera victoria | Carreras | Victorias | Podios | Poles | V.Ráp. | Pts. | CM |
| ----- | ---------- | ---------- | ------------- | ---------------- | -------- | --------- | ------ | ----- | ------ | ---- | -- |
| 500cc | 1989-1999  | Japón 1989 | Alemania 1989 | Hungría 1990     | 137      | 54        | 95     | 58    | 46     | 2283 | 5  |
| Total | 1989-1999  | 1989-1999  | 1989-1999     | 1989-1999        | 137      | 54        | 95     | 58    | 46     | 2283 | 5  |

#### Carreras por año
| Año  | Cat.  | Moto  | 1       | 2     | 3       | 4       | 5       | 6       | 7     | 8       | 9       | 10      | 11    | 12     | 13      | 14    | 15      | 16  | Pos. | Pts. |
| ---- | ----- | ----- | ------- | ----- | ------- | ------- | ------- | ------- | ----- | ------- | ------- | ------- | ----- | ------ | ------- | ----- | ------- | --- | ---- | ---- |
| 1989 | 500cc | Honda | JPN Ret | AUS 8 | USA 8   | ESP Ret | NAC Ret | GER 3   | AUT 8 | YUG 6   | NED 9   | BEL 8   | FRA 8 | GBR    | SWE     | CZE   | BRA 4   |     | 9.º  | 81   |
| 1990 | 500cc | Honda | JPN Ret | USA 2 | ESP 4   | NAC 3   | GER Ret | AUT 3   | YUG 4 | NED 4   | BEL 6   | FRA 4   | GBR 4 | SWE 4  | CZE 9   | HUN 1 | AUS 2   |     | 3.º  | 179  |
| 1991 | 500cc | Honda | JPN 2   | AUS 2 | USA 2   | ESP 1   | ITA 1   | GER 3   | AUT 1 | EUR 2   | NED Ret | FRA 2   | GBR 3 | RSM 3  | CZE 2   | LMS 2 | MAL 3   |     | 2.º  | 224  |
| 1992 | 500cc | Honda | JPN 1   | AUS 1 | MAL 1   | ESP 1   | ITA 2   | EUR 2   | GER 1 | NED DNS | HUN     | FRA     | GBR   | BRA 12 | RSA 6   |       |         |     | 2.º  | 136  |
| 1993 | 500cc | Honda | AUS Ret | MAL 4 | JPN 7   | ESP 4   | AUT 2   | GER Ret | NED 2 | EUR 2   | RSM 1   | GBR Ret | CZE 3 | ITA 2  | USA Ret | FIM   |         |     | 4.º  | 156  |
| 1994 | 500cc | Honda | AUS 3   | MAL 1 | JPN 2   | ESP 1   | AUT 1   | GER 1   | NED 1 | ITA 1   | FRA 1   | GBR 2   | CZE 1 | USA 3  | ARG 1   | EUR 2 |         |     | 1.º  | 317  |
| 1995 | 500cc | Honda | AUS 1   | MAL 1 | JPN 2   | ESP Ret | GER Ret | ITA 1   | NED 1 | FRA 1   | GBR 1   | CZE 2   | RIO 2 | ARG 1  | EUR 4   |       |         |     | 1.º  | 248  |
| 1996 | 500cc | Honda | MAL 5   | IDN 1 | JPN 6   | ESP 1   | ITA 1   | FRA 1   | NED 1 | GER 2   | GBR 1   | AUT 2   | CZE 2 | IMO 1  | CAT 2   | RIO 1 | AUS 8   |     | 1.º  | 309  |
| 1997 | 500cc | Honda | MAL 1   | JPN 1 | ESP 2   | ITA 1   | AUT 1   | FRA 1   | NED 1 | IMO 1   | GER 1   | BRA 1   | GBR 1 | CZE 1  | CAT 1   | IDN 2 | AUS Ret |     | 1.º  | 340  |
| 1998 | 500cc | Honda | JPN Ret | MAL 1 | ESP 2   | ITA 1   | FRA 2   | MAD Ret | NED 1 | GBR 2   | GER 1   | CZE Ret | IMO 1 | CAT 1  | AUS 1   | ARG 1 |         |     | 1.º  | 260  |
| 1999 | 500cc | Honda | MAL 4   | JPN 2 | ESP DNS | FRA     | ITA     | CAT     | NED   | GBR     | GER     | CZE     | IMO   | VAL    | AUS     | RSA   | RIO     | ARG | 17.º | 33   |

| Predecesor: Kevin Schwantz | Campeón Mundial de 500cc 1994-1998 | Sucesor: Àlex Crivillé |